# Renato Zupo
Renato Zouain Zupo (Belo Horizonte, 21 de agosto de 1969) é magistrado, professor, escritor e palestrante brasileiro.

## Biografia
Renato Zupo é graduado em direito pela Pontifícia Universidade Católica de Minas Gerais e pós-graduado em direito processual pela Universidade da Amazônia.
Prossegue na carreira de magistrado como juiz criminal em Araxá e professor convidado do Centro Universitário do Planalto de Araxá (UNIARAXA).

## Carreira Literária

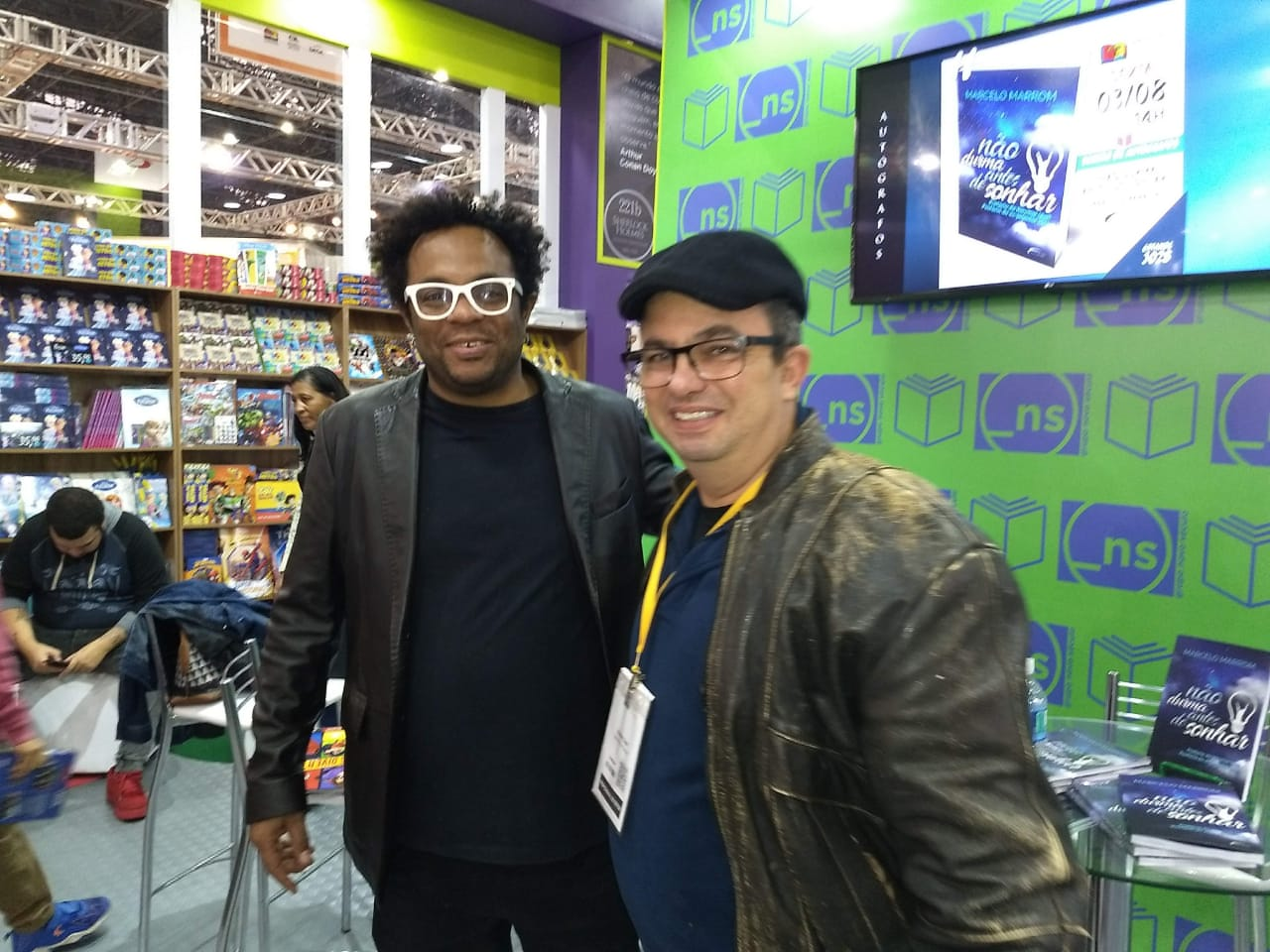
Renato Zupo com o humorista Marcelo Marrom no lançamento de seu quarto livro, na Bienal do Livro.

Em sua carreira literária, publicou seu romance de estreia, Verdugo, em 2012, pela editora Livro Novo de São Paulo. Em 2015 publicou novamente pela Editora Livro Novo — relançado posteriormente pela editora Novo Século — outro romance, Rio da Lua. No ano seguinte lançou pela editora Novo Século a coletânea de novelas breves Monstruário – o Bestiário da Maldade. A partir de 2018 enveredou pelo mundo da não ficção, lançando a obra Inteligência Prática, novamente pela da editora Novo Século. Lançou o livro em Portugal, no Festival Literário de Óbidos.